# Otakar Lada
Otakar Lada (* 22. Mai 1883 in Prag, Österreich-Ungarn; † 12. Juli 1956 in Senohraby, Tschechoslowakei) war ein böhmischer Fechter.

## Erfolge
Otakar Lada nahm an den Olympischen Spielen 1908 in London teil. Mit dem Degen und dem Säbel schied er 1908 jeweils in der Vorrunde der Einzelkonkurrenz aus. Mit der böhmischen Säbel-Equipe belegte er dagegen den dritten Platz und gewann gemeinsam mit Vilém Goppold von Lobsdorf, Bedřich Schejbal, Vlastimil Lada-Sázavský und Jaroslav Tuček die Bronzemedaille. Er war außerdem Teil der Degen-Mannschaft, die den fünften Platz erreichte.